# Jakov Abramovič Altman
Jakov Abramovič Altman (rusky Яков Абрамович Альтман; 15. července 1930 Kišiněv – 16. února 2011 Petrohrad) byl ruský neurofyziolog.

## Život
Studoval na kišiněvské střední škole č. 3 (ve stejné třídě s fyzikem Kovarským a onkologem Zismanem). V roce 1954 absolvoval lékařskou fakultu Severoosetského lékařského institutu ve Vladikavkaze a v roce 1960 postgraduální studium na Fyziologickém ústavu. I. P. Pavlova v Leningradu.
V letech 1954 až 1957 pracoval jako rezident a vedoucí oddělení psychoneurologické nemocnice v Kostromě. Od roku 1960 působil jako vědecký pracovník v laboratoři Fyziologického ústavu I. P .Pavlova Akademie věd SSSR (od roku 1972 ve vedoucí funkci).
Věnoval se psychoakustice a studiu neurofyziologických mechanismů vnímání pohybujících se zdrojů zvuku. Byl vedoucím projektu vývoje elektronických sluchadel pro sluchově postižené (neslyšící a nedoslýchavé). Je autorem více než 300 odborných prací, z toho 6 monografií.